# Haus von Churschidbanu Natawan

Haus von Churschidbanu Natawan vor der Besatzung (Ende der 1980er Jahre)

Haus von Churschidbanu Natawan (aserbaidschanisch Xurşidbanu Natəvanın evi), bekannt auch als Palast von Natawan, ist ein zerstörtes historisches Gebäude in der Stadt Şuşa in Aserbaidschan. Das dreistöckige Bauwerk gehörte der aserbaidschanischen Adeligen und Dichterin Xurşidbanu Natəvan.

## Geschichte
Das Haus von Churschidbanu Natawan entstand im 19. Jahrhundert nach Entwürfen von Karbalaji Safi Chan Karabaghi, dem Architekten mehrerer religiöser Bauten in der Karabach-Region.
Auf Initiative von Bülbül, einem aserbaidschanischen Opernsänger und Volkskünstler, gründete das Volkskommissariat für Bildung der Aserbaidschanischen SSR im Oktober 1932 eine Musikschule in Şuşa, die sich im Haus von Natawan ansiedelte. 1984 wurde diese Musikschule in eine Kinderkunstschule umfunktioniert. 1987 wurde das Gebäude rekonstruiert und darin das Hausmuseum von Churshidbanu Natawan als eine Niederlassung des Nizami-Nationalmuseums für aserbaidschanische Literatur in Baku errichtet.
Im Zuge des ersten Bergkarabachkrieges (1992–1994) wurde Şuşa am 8. Mai 1992 von armenischen Truppen erobert. Ein Großteil der Bauten wurde dabei schwer beschädigt. Nach aserbaidschanischen Angaben soll das Haus von Churschidbanu Natawan, die unzählige Gemälde, Teppiche, Miniaturen, Souvenirs, archäologische Fundstücke etc. beherbergte, von armenischen Einheiten geplündert worden sein.
Am 8. November 2020 wurde Şuşa von aserbaidschanischen Streitkräften zurückerobert.

## Architektur
Hinsichtlich seiner architektonischen Schlichtheit bleibt das Haus von Churschidbanu Natawan hinter vielen Adelshäusern zurück. Die Südfassade der Konstruktion ist durch vertikal angelegte Grate unterteilt. An den Fensterrahmen in der zweiten Etage befinden sich breitere Rippen. Aufgrund unterschiedlicher Abstände zwischen den Aufteilungen ist das Gebäude trockenbeständig. Dank den zusätzlichen horizontalen Unterteilungen verfügt die Fassade über einen glatten und leichten Charakter. Die Backsteinmauer im ersten und zweiten Stock wurden mit Bögen und rechteckigen Fenstern gebaut.

## Galerie

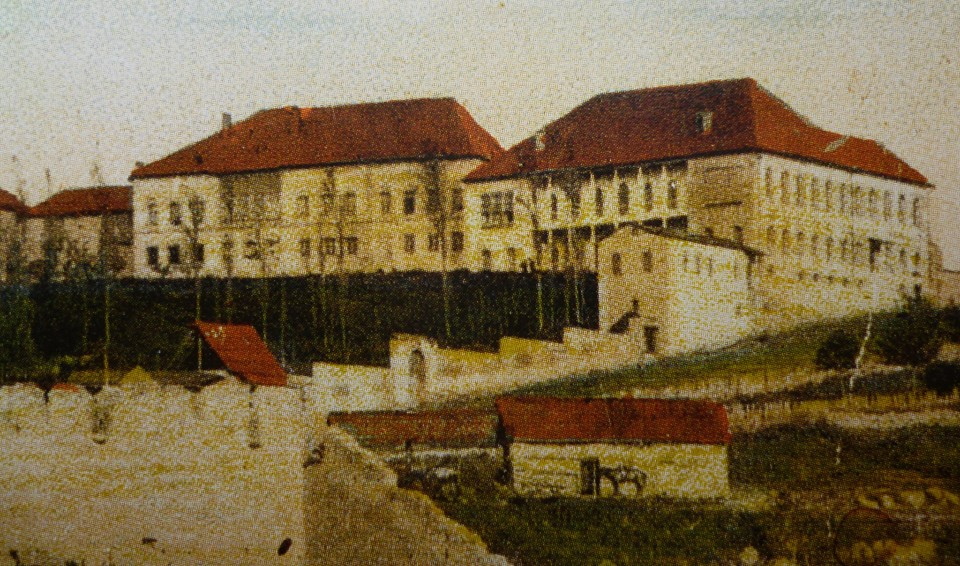
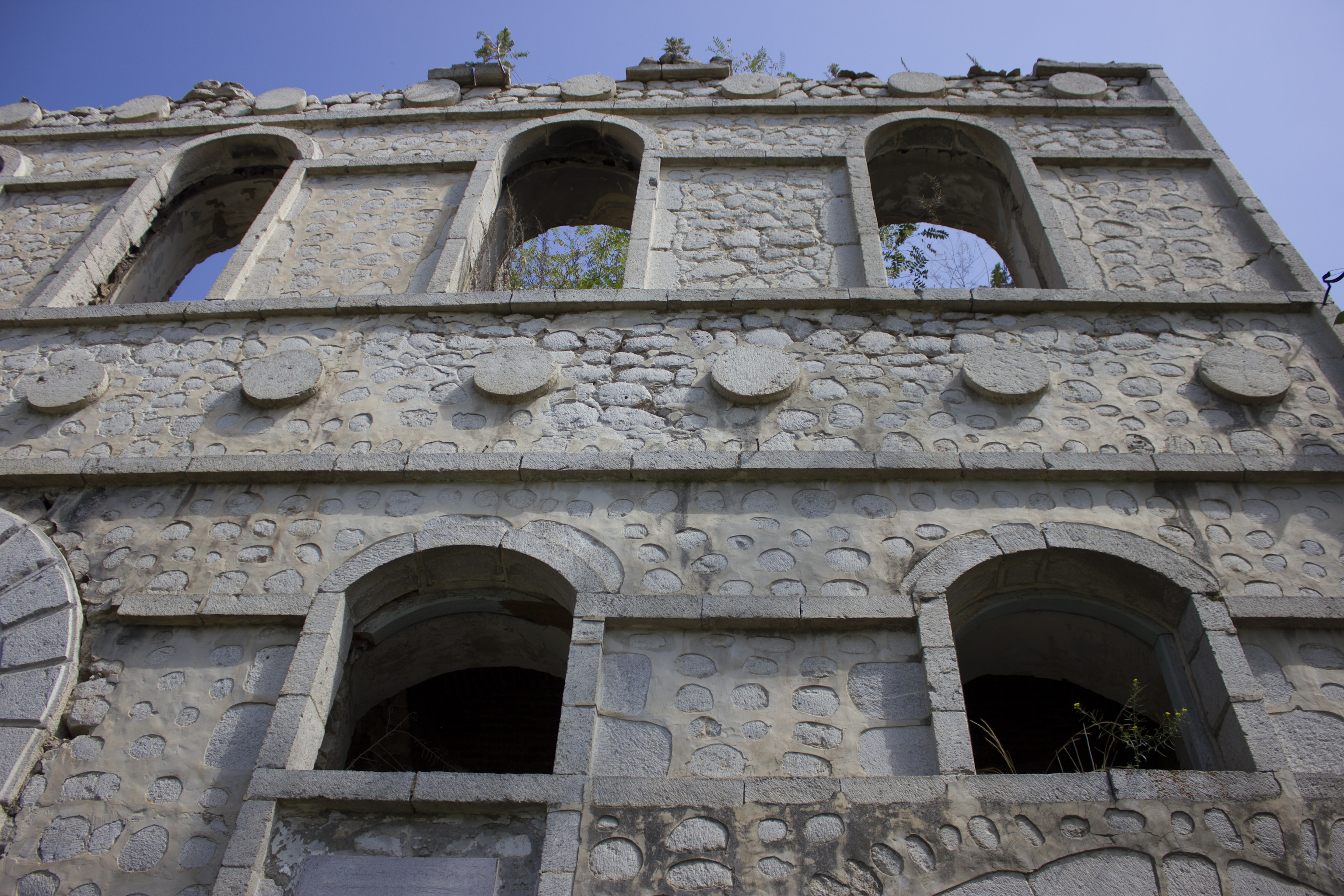
Vorderfassade der Ruinen des Hauses
Zustand nach der Besatzung
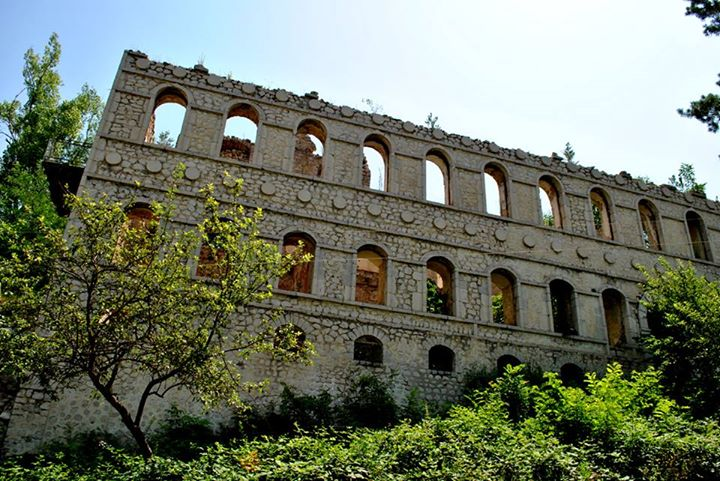
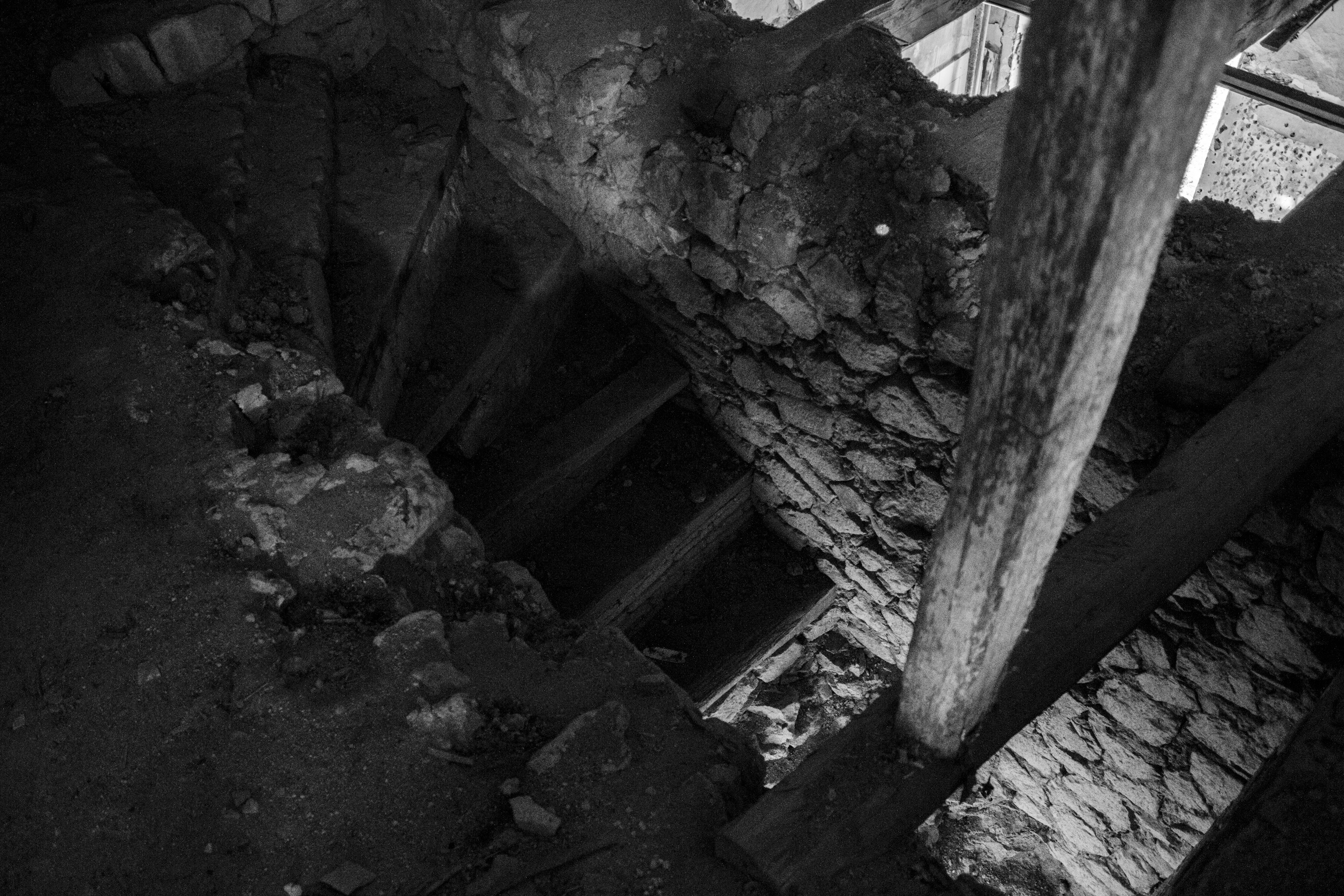
Ruinen des Innenraums
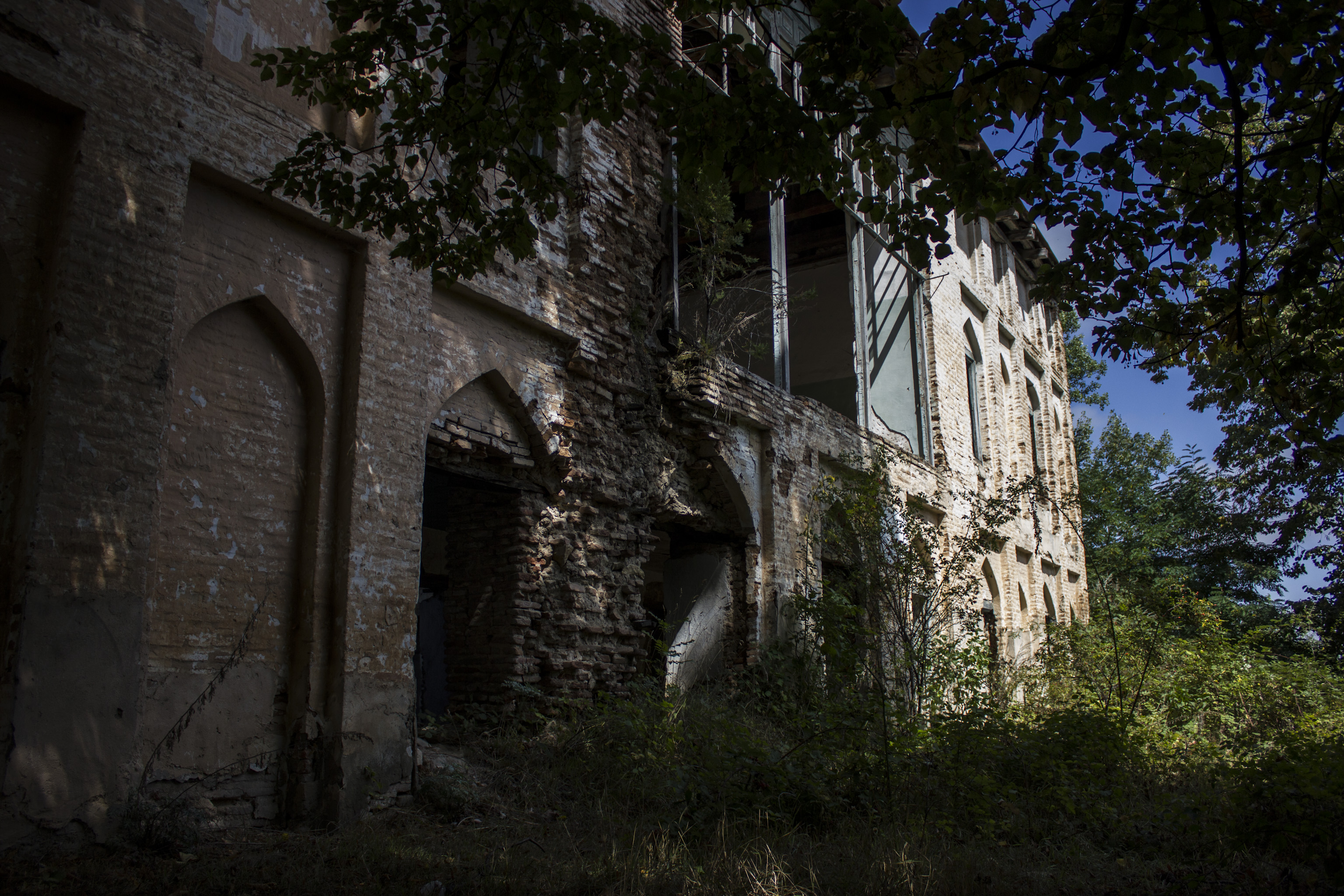